# Roger Heckel
Pour les articles homonymes, voir Heckel.
Roger Heckel, né le 18 juillet 1922 à La Walck dans le Bas-Rhin (France), et décédé le 26 septembre 1982  à Strasbourg, est un prêtre jésuite français. Secrétaire du Conseil pontifical Justice et Paix de 1977 à 1980, il est évêque coadjuteur de Strasbourg de 1980 à 1982.

## Éléments de biographie
Roger Heckel, est le descendant d’une lignée de fabricants de chaussures de La Walck en Alsace, encore connue aujourd’hui dans le domaine des chaussures de sécurité. Il rejoint à 19 ans la Compagnie de Jésus le 17 octobre 1941.
En 1945/46, il seconde le père Jean du Rivau (1903-1970), un pionnier de la réconciliation franco-allemande,  dans le lancement du Centre de Relations Franco Allemandes à l’origine du Bureau international de liaison et de documentation (BILD).
Il mène de front des licences de philosophie scolastique et de théologie ainsi qu’une licence en droit et en lettres. Il est aussi diplômé de l’Institut de Sciences Politiques de Paris. Il est ordonné prêtre en juillet 1954.
En 1955/56, Roger Heckel part à Cleveland aux États-Unis où il s’initie à la société américaine. À son retour, il est nommé aumônier général adjoint de la Jeunesse agricole chrétienne [JAC]. À partir de 1961, il assure la direction des Cahiers d’Action Religieuse et Sociale (CRAS) jusqu’en 1975.
De 1958 à 1967, Roger Heckel enseigne à l’Institut des Sciences Sociales de la Catho à Paris et au séminaire Saint-Sulpice d’Issy-les-Moulineaux. Pendant cette période il est aussi l’aumônier du Centre chrétien des Patrons.
Roger Heckel est appelé à la curie romaine en 1975 par le pape Paul VI comme sous-secrétaire puis secrétaire du Conseil pontifical Justice et Paix de 1977 à 1980 auprès du cardinal Bernardin Gantin.
Il est nommé par le pape Jean-Paul II, évêque coadjuteur de Léon-Arthur Elchinger au diocèse de Strasbourg  en mars 1980
Roger Heckel reçoit l’ordination épiscopale le 15 juin 1980 en la Cathédrale Notre-Dame de Strasbourg.
En 1982, le cardinal Jean-Marie Lustiger l’invite avec cinq autres évêques à donner les conférences de Carême à la Cathédrale Notre-Dame de Paris.
Atteint d’une tumeur au cerveau, Roger Heckel meurt prématurément le 26 septembre 1982 à Strasbourg.